# John Barrington (3e baronnet)
John Barrington, 3e baronnet (1605 – 24 mars 1683) de Barrington Hall, Essex est un avocat et homme politique anglais qui siège à la Chambre des communes à plusieurs reprises entre 1645 et 1679.

## Biographie
Il est le fils aîné de Thomas Barrington (2e baronnet) et de sa première épouse, Frances Gobert, fille de John Gobert. Il fait ses études au Trinity College, à Cambridge. En 1635, après avoir été appelé au barreau de Gray's Inn, il est fait chevalier à Whitehall et en 1644, il succède à son père comme baronnet. Son père meurt lourdement endetté et le fils est emprisonné à la prison de la Fleet.
Nommé pour être l'un des juges de la Haute Cour dans le procès du roi Charles Ier d'Angleterre en 1649, Barrington, bien qu'il ait un lien familial avec Oliver Cromwell, refuse d'assister à ses réunions et de signer le mandat d'arrêt pour l'exécution du roi. De 1645 à 1648 et encore de 1660 à 1679, il est député de Newtown. Il est un membre plutôt inactif, en partie à cause de son état de santé défaillant. En 1654, il est haut-shérif d'Essex et également haut-shérif de Hertfordshire.
Il est marié à Dorothy Lytton, fille de William Lytton. Ils ont cinq fils et neuf filles. Il est enterré à Hatfield Broadoak, une semaine après sa mort. Son fils aîné est décédé de son vivant et c'est ainsi que le titre de baronnet est transmis à ses petits-fils, John et Charles Barrington (5e baronnet).